# Vadjetorp
Vadjetorp är en tidigare småort i Fryksände socken i Torsby kommun i norra Värmland. 2015 hade SCB ändrat metod för att ta fram småortsstatistik, varvid Vadjetorp förlorade sin status som småort.